# Бугундырь
Бугундырь (Богундюр, Бигундир) — река в Абинском районе Краснодарского края России. Река берёт начало на северо-восточных склонах горы Шизе. В верхнем течении реки расположен хутор Эриванский, село Светлогорское. Теряется в ясеневом лесу юго-восточнее хутора Коробкин. В летнее время в среднем и нижнем течении нередко полностью пересыхает. В 12 км от устья (после села Светлогорское) принимает воды двух небольших водотоков Большой Бугундырь и Сухой Бугундырь, в 1,2 км от устья впадает небольшой приток без названия. Длина реки — 12 км, площадь водосборного бассейна — 87,8 км².

## Флора и фауна
В верховьях реки преобладает дуб скальный, липа кавказская, граб восточный, местами бук восточный. В среднем течении преобладает ольха бородатая, местами лещина древовидная. В нижнем течении ива, осина и другие низкорослые деревья и кустарники, ближе к рисовым системам заросли рогоза и осоки. В водах реки обитают голавль, пескарь, карась. В низовьях реки в пойменных лесах встречаются уж и изредка дикий кабан.

## Этимология
Гидроним Бугундырь приводится к тюркскому, где быгъур — «кривая», «горбатая»; дир (дыр) — «устье», то есть «Кривое устье» (тюрк.)